# Furchhausen
Furchhausen es una localidad y comuna francesa situada en el departamento de Bajo Rin, en la región de Alsacia. Tiene una población de 341 habitantes (según censo de 1999) y una densidad de 119 h/km².
- Datos: Q21332
- Multimedia: Furchhausen / Q21332

1. ↑  Worldpostalcodes.org, código postal n.º 67700.
2. ↑  INSEE, Datos de población para el año 2012 de Furchhausen (en francés).